# Cofidis (wielerploeg)/2005
Deze pagina geeft een overzicht van de wielerploeg Cofidis in 2005.
| Naam                  | Geboortedatum | Nationaliteit | Ploeg 2004             |
| --------------------- | ------------- | ------------- | ---------------------- |
| Daniel Atienza        | 22-09-1974    | Spanje        |                        |
| Stéphane Augé         | 06-12-1974    | Frankrijk     | Crédit Agricole        |
| Leonardo Bertagnolli  | 08-01-1978    | Italië        | Saeco - Longoni        |
| Frédéric Bessy        | 09-01-1972    | Frankrijk     |                        |
| Jimmy Casper          | 28-05-1978    | Frankrijk     |                        |
| Sylvain Chavanel      | 30-06-1979    | Frankrijk     | Brioches la Boulangère |
| Arnaud Coyot          | 06-10-1981    | Frankrijk     |                        |
| Hervé Duclos-Lassalle | 24-12-1979    | Frankrijk     | espoirs                |
| Christophe Edaleine   | 01-11-1979    | Frankrijk     |                        |
| Jimmy Engoulvent      | 07-12-1979    | Frankrijk     | Brioches la Boulangère |
| Peter Farazijn        | 27-01-1969    | België        |                        |
| Bingen Fernández      | 15-12-1972    | Spanje        |                        |
| Dmitri Fofonov        | 15-08-1976    | Kazachstan    |                        |
| Nicolas Inaudi        | 21-01-1978    | Frankrijk     | Ag2r Prévoyance        |
| Jans Koerts           | 24-08-1969    | Nederland     | Chocolade Jacques      |
| Thierry Marichal      | 13-06-1973    | België        | Lotto - Domo           |
| Amaël Moinard         | 02-02-1982    | Frankrijk     | espoirs                |
| David Moncoutié       | 30-04-1975    | Frankrijk     |                        |
| Damien Monier         | 27-08-1982    | Frankrijk     |                        |
| Stuart O'Grady        | 06-08-1973    | Australië     | Crédit Agricole        |
| Luis Pérez Rodríguez  | 16-06-1974    | Spanje        |                        |
| Nicolas Roche         | 03-07-1984    | Ierland       | espoirs                |
| Staf Scheirlinckx     | 12-03-1979    | België        |                        |
| Janek Tombak          | 22-07-1976    | Estland       |                        |
| Guido Trentin         | 24-11-1975    | Italië        |                        |
| Cédric Vasseur        | 18-08-1970    | Frankrijk     |                        |
| Matthew White         | 22-02-1974    | Australië     |                        |

## Overwinningen
Tour Down Under
4e etappe: Matthew White
Ster van Bessèges
5e etappe: Jimmy Casper
Ronde van het Baskenland
2e etappe: David Moncoutié
Ronde van de Sarthe
5e etappe: Sylvain Chavanel
Eindklassement: Sylvain Chavanel
GP Denain
Jimmy Casper
Ronde van Picardië
Janek Tombak
GP Tallinn-Tartu
Janek Tombak
NK wielrennen
Frankrijk (tijdrit): Sylvain Chavanel
GP Torres Vedras
5e etappe: Guido Trentin
Ronde van Frankrijk
12e etappe: David Moncoutié
Ronde van Wallonië
4e etappe: Guido Trentin
Tour de Limousin
3e etappe: Leonardo Bertagnolli
Chateauroux Classic de l'Indre
Jimmy Casper
Ronde van Poitou-Charentes
Sylvain Chavanel
Duo Normand
Thierry Marichal en Sylvain Chavanel
Ronde van Spanje
2e etappe: Leonardo Bertagnolli

## Teams

### 09.02.2005–13.02.2005:Ronde van de Middellandse Zee
51. David Moncoutié
52. Arnaud Coyot
53. Jimmy Engoulvent
54. Peter Farazijn
55. Damien Monier
56. Staf Scheirlinckx
57. Janek Tombak
58. Mathew White
Mannen: 1997 · 1998 · 1999 · 2000 · 2001 · 2002 · 2003 · 2004 · 2005 · 2006 · 2007 · 2008 · 2009 · 2010 · 2011 · 2012 · 2013 · 2014 · 2015 · 2016 · 2017 · 2018 · 2019 · 2020 · 2021 · 2022 · 2023 · 2024 · 2025
Vrouwen:2022 · 2023 · 2024 · 2025
Bouygues Télécom · Cofidis, Le Crédit par Téléphone · Crédit Agricole · Team CSC · Davitamon - Lotto · Discovery Channel Pro Cycling Team · Domina Vacanze · Euskaltel - Euskadi · Fassa Bortolo · La Française des Jeux · Team Gerolsteiner · Illes Balears - Caisse D'Espargne · Lampre - Caffita · Liberty Seguros - Würth Team · Liquigas - Bianchi · Phonak Hearing Systems · Quick Step - Innergetic · Rabobank · Saunier Duval - Prodir · T-Mobile Team